# Chemin de fer et train au cinéma

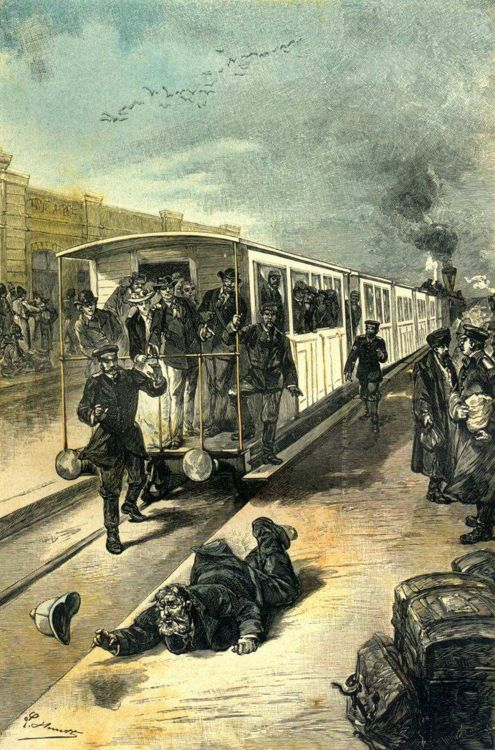
Illustration d'un train en 1892. (Claudius Bombarnac par Léon Benett)

Le chemin de fer, ainsi que le train, sont apparus pour la première fois au cinéma en 1895.

## Histoire
La première apparition du chemin de fer et du train au cinéma remonte à 1895 lors des premières expériences cinématographiques des frères Lumière. L'Arrivée d'un train en gare de La Ciotat est le premier film présenté au public, diffusé dans un café parisien le 28 décembre 1895. Ce court métrage, d'une durée d'une minute environ représente l'arrivée en gare de La Ciotat du train postal. La légende dit que, à l'approche du train, les spectateurs réunis dans la salle sortirent, effrayés, croyant que le train allait véritablement les écraser.
La symbolique du train peut être variée : Révolution industrielle dans les westerns, acte sexuel chez Hitchcock, par exemple, dans la scène finale de La Mort aux trousses, lorsque le train, dans lequel les deux héros se retrouvent et y consomment leur amour, pénètre dans un long tunnel à toute vitesse…
Pendant la fin du XIXe siècle et le début du XXe siècle, le chemin de fer représente la révolution industrielle et le progrès technique. Il apparaît tout naturellement dans beaucoup de westerns. Ce genre va quant à lui popularisé les attaques de trains à cheval que ce soit par des bandits ou des indiens. On le retrouve dans les films sur la construction de lignes (Le Cheval de fer de John Ford en 1924, Pacific Express de Cecil B. DeMille en 1939, Le Petit Train du far-west de Richard Sale en 1950 ou Il était une fois dans l'Ouest de Sergio Leone en 1968), mais aussi sur les films sur les bandits, pilleurs de banques et de trains (Butch Cassidy et le Kid de George Roy Hill en 1969). Le cinéma muet va également mythifier le chemin de fer avec la fameuse scène du film où une femme est attachée par des cordes sur des rails tout en hurlant à l'approche d'un train qui va lui foncer dessus à toute allure mais est toujours sauvée in extremis par le héros.
Avant l'avènement de l'aviation civile, le chemin de fer est le principal moyen de transport terrestre. C'est pourquoi, il se retrouve dans beaucoup de films dont l'action se situe avant cette période. On le voit notamment dans les films sur les guerres qui se sont déroulées de la fin du XIXe siècle, comme la guerre de Sécession (Le Mécano de la « General » de Buster Keaton en 1926) aux guerres de décolonisation. En effet, c'est un moyen de transport qui a joué un rôle important durant ces conflits, il est donc naturel de le retrouver dans les films traitant de ces périodes troubles. Le nombre de films sur la Seconde Guerre mondiale faisant intervenir le chemin de fer est important, que ce soit sur la construction de ligne ferroviaire (Le Pont de la rivière Kwaï de David Lean en 1957), le combat des résistants (La Bataille du rail de René Clément en 1946 ou Le Train de John Frankenheimer en 1964) ou la « fuite » de personnes persécutées (Le Train de Pierre Granier-Deferre en 1973, L'Express du colonel Von Ryan de Mark Robson en 1965 ou Train de vie de Radu Mihaileanu en 1998).
La gare est aussi le lieu des adieux comme dans Les Parapluies de Cherbourg mais aussi le premier contact avec une ville comme dans la scène introductive de Il était une fois dans l'Ouest. Le train aide ainsi à signifier l'arrivée d'un personnage dans un pays inconnu comme dans Dead Man ou encore un changement de vie tels les allers retours passant par un tunnel dans Tout sur ma mère.
Le train est aussi largement exploité au cinéma comme lieu de rencontre, prétexte à huis clos entre personnes inconnues et forcées à cohabiter. Cette contrainte, et le côté « lieu en mouvement », sans localisation précise en font le cadre idéal pour des films à suspense, tel L'Inconnu du Nord-Express, Le Crime de l’Orient-Express de Sidney Lumet ou le film Brève Rencontre.
Dernièrement, on voit apparaître de plus en plus de scènes mettant en jeu le métro. C'est un transport urbain qui est souvent souterrain, donc dans un univers sombre et propice aux intrigues. Contrairement aux trains classiques, tels que les trains grandes lignes, le métro est beaucoup plus présent dans la vie de tous les jours, notamment aux États-Unis, car c'est un moyen de transport de tous les jours.
La relation entre le train et le cinéma fait l'objet depuis quinze ans d'un festival, CinéRail, qui a lieu depuis 2005 à Paris.

## Cinéma et Télévision
La liste ci-dessous dresse un ensemble de films qui ont occasionnellement inspirés des œuvres cinématographiques ou télévisuelles mettant en scène des trains à l'écran et dont les scénarios peuvent être historiques ou fictifs.
- 1896 : L'Arrivée d'un train en gare de La Ciotat des frères Lumière ;
- 1903 : Le Vol du grand rapide de Edwin Stanton Porter et Wallace McCutcheon ;
- 1904 : Le Voyage à travers l'impossible de Georges Méliès ;
- 1926 : Le Mécano de la « General » de Buster Keaton ;
- 1932 : Numéro dix-sept d'Alfred Hitchcock ;
- 1934: Abenteuer im Südexpress de Erich Waschneck ;
- 1935 : Les 39 marches d'Alfred Hitchcock ;
- 1936 : Play Safe de Frank Tashlin ;
- 1937 ; Le Dernier Train de Madrid de James Patrick Hogan ;
- 1938 :
- La Bête humaine de Jean Renoir;
- Une femme disparaît d'Alfred Hitchcock ;
- 1941 : Dumbo de Ben Sharpsteen ;
- 1943 : L'Intrigante de Saratoga de Sam Wood ;
- 1945 : Brève Rencontre de David Lean ;
- 1948 : Jerry trouve un allié de William Hanna et Joseph Barbera ;
- 1951 :
- L'Inconnu du Nord-Express d'Alfred Hitchcock ;
- Bon pour le modèle réduit de Jack Hannah ;
- 1952:  Le train sifflera trois fois de Fred Zinnemann ;
- 1957 :
- Le Pont de la rivière Kwaï de David Lean ;
- 3 h10 pour Yuma de Delmer Daves ;
- 1959 :
- Le Dernier Train de Gun Hill de John Sturges ;
- La Mort aux trousses d'Alfred Hitchcock ;
- Certains l'aiment chaud de Billy Wilder ;
- 1960 : Le Dernier Train de Shanghai de Renzo Merusi ;
- 1963 : Bons baisers de Russie de Terence Young ;
- 1964 :
- Les Amitiés particulières de Jean Delannoy ;
- Le Train de John Frankenheimer et Bernard Farrel ;
- Les Barbouzes de Georges Lautner ;
- Quatre garçons dans le vent de Richard Lester ;
- 1965 :
- Le Docteur Jivago de David Lean ;
- Le Dernier Train de Nelo Risi ;
- 1967 : Les Douze Salopards de Robert Aldrich ;
- 1968 : Le Dernier Train du Katanga de Jack Cardiff ;
- 1969 : Butch Cassidy et le Kid de George Roy Hill ;
- 1970 : Le Cercle rouge de Jean-Pierre Melville ;
- 1971 : Le Dernier Train pour Frisco de Andrew V. McLaglen ;
- 1973 : L'Empereur du Nord de Robert Aldrich ;
- 1974 :
- Le Crime de l’Orient-Express de Sidney Lumet ;
- Les Valseuses de Bertrand Blier ;
- 1976 :
- Transamerica Express d'Arthur Hiller ;
- Murder on the Oregon Express de The Benny Hill Show ;
- 1977 : Le Pont de Cassandra de George Pan Cosmatos ;
- 1978 :
- Les Rendez-vous d'Anna de Chantal Akerman ;
- Le Dernier Train de Jacques Krier ;
- 1980 : Le Dernier Métro de François Truffaut ;
- 1983 :
- Octopussy de John Glen ;
- Un fauteuil pour deux de John Landis ;
- 1984 :
- Thomas et ses amis de Britt Allcroft ;
- Train d'enfer de Roger Hanin ;
- 1985 :
- Runaway Train de Andreï Kontchalovski ;
- Subway de Luc Besson ;
- 1986 : Maine Océan de Jacques Rozier ;
- 1989 : Indiana Jones et la Dernière Croisade de Steven Spielberg ;
- 1990 :
- Retour vers le futur 3 de Robert Zemeckis ;
- Ghost de Jerry Zucker ;
- Europa de Lars von Trier ;
- 1992 ; Les Aventures du jeune Indiana Jones de George Lucas, dans le double épisode Le train fantôme ;
- 1994 : Speed de Jan de Bont ;
- 1995 :
- Piège à grande vitesse (1995) de Geoff Murphy ;
- GoldenEye de Martin Campbell ;
- L'Amour à tout prix de Jon Turteltaub ;
- 1996 : Mission impossible de Brian De Palma ;
- 1998 :
- Ceux qui m'aiment prendront le train de Patrice Chéreau ;
- Chat noir, chat blanc d'Emir Kusturica ;
- 1999 : Wild Wild West de Barry Sonnenfeld ;
- 2000 : Incassable de M. Night Shyamalan ;
- 2001 :
- Le Crime de l'Orient-Express de Carl Schenkel ;
- Harry Potter à l'école des sorciers de Chris Columbus ;
- Ghosts of Mars de John Carpenter ;
- 2002 :
- À l'ouest des rails de Wang Bing ;
- Le Dernier Train, film argentino-uruguayen ;
- 2003 : Matrix Revolutions des Wachowski ;
- 2004 :
- Spider-Man 2 de Sam Raimi ;
- Eternal Sunshine of the Spotless Mind de Michel Gondry ;
- Le Pôle express de Robert Zemeckis ;
- 2006 : Le Dernier Train de Joseph Vilsmaier et Dana Vávrová ;
- 2007 :
- Les Vacances de Mr. Bean de Steve Bendelack ;
- À bord du Darjeeling Limited de Wes Anderson ;
- 3 h10 pour Yuma de James Mangold ;
- 2008 : Train de Gideon Raff ;
- 2010 :
- Unstoppable de Tony Scott :
- Le Crime de l'Orient-Express téléfilm de la série Hercule Poirot.

- Adventure Time de Pendleton Ward dans les épisodes Le train mystère et Le train fantôme ;
- 2011 :
- Hugo Cabret de Martin Scorcese ;
- Hell on Wheels : L'Enfer de l'Ouest de Joe Gayton et Tony Gayton ;
- Source Code de Duncan Jones ;
- 2013 :
- Lone Ranger : Naissance d'un héros de Gore Verbinski ;
- Snowpiercer, le Transperceneige de Bong Joon-ho ;
- 2016 :
- Railroad Tigers de Ding Sheng ;
- La Fille du train de Tate Taylor ;
- Dernier train pour Busan de Yeon Sang-ho ;
- The Age of Shadows de Kim Jee-woon.
- 2017 : Le Crime de l'Orient-Express de Kenneth Branagh ;
- 2018 :
- Le 15 h 17 pour Paris de Clint Eastwood ;
- The Passenger de Jaume Collet-Serra.
- 2019 : Infinity Train de Owen Dennis ;
- 2020 : Snowpiercer de Josh Friedman et Graeme Manson ;
- 2021 : Compartiment n° 6 de Juho Kuosmanen ;
- 2022 : Bullet Train de David Leitch.

## Séries télévisées
- 1967 : La Princesse du rail
- 1965–1969 : Les Mystères de l'Ouest
- 1996 : Neverwhere